# جويل آدامز الثاني
جويل آدامز الثاني هو سياسي أمريكي، ولد في 6 مارس 1784 في كارولاينا الجنوبية في الولايات المتحدة، وتوفي في 1 مايو 1859. انتخب عضو مجلس نواب كارولاينا الجنوبية ‏.